# Carpóforo

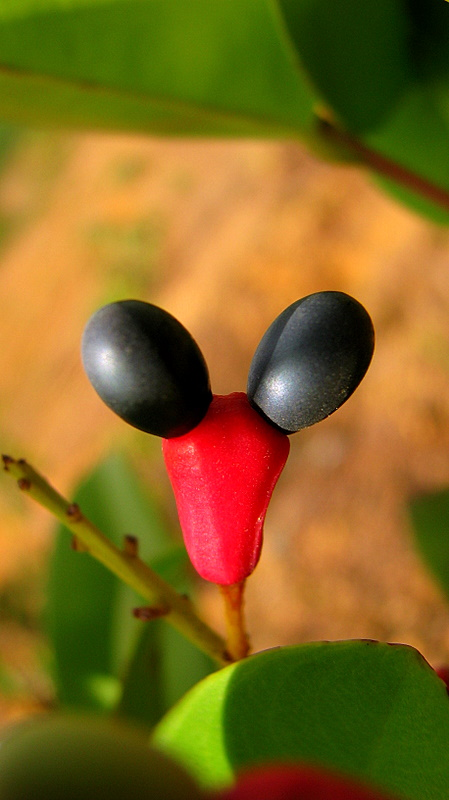
Frutos maduros em carpóforo de cor vermelha.Mature fruit on red-colored carpophore

Carpóforo (grego: karpofóros, -os, -on, "que produz frutos") é a designação dada em botânica à parte do receptáculo que, em algumas flores, se alonga a partir do cálice e suporta os carpelos. Geralmente apresenta-se como um prolongamento esguio, muitas vezes furcado, do eixo floral que eleva o fruto acima do cálice, que resulta do desenvolvimento do receptáculo ou pistilo, ou de ambos, e se desenvolve enquanto o fruto amadurece. Nele ficam suspensos os carpelos amadurecidos. Esta estrutura é típica das umbelíferas e gerânios.